# Berufskraftfahrer

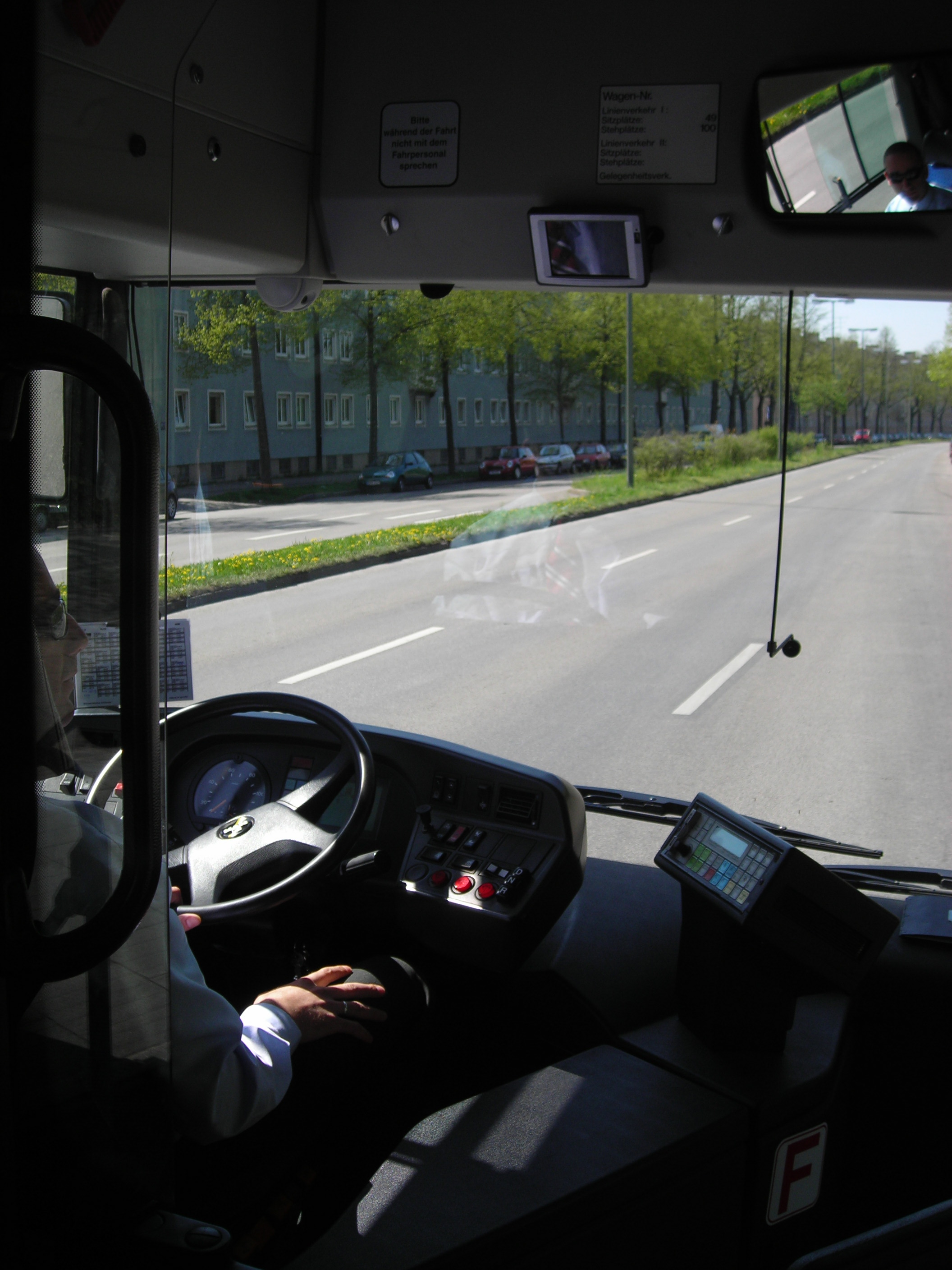
Busfahrer bei der Arbeit

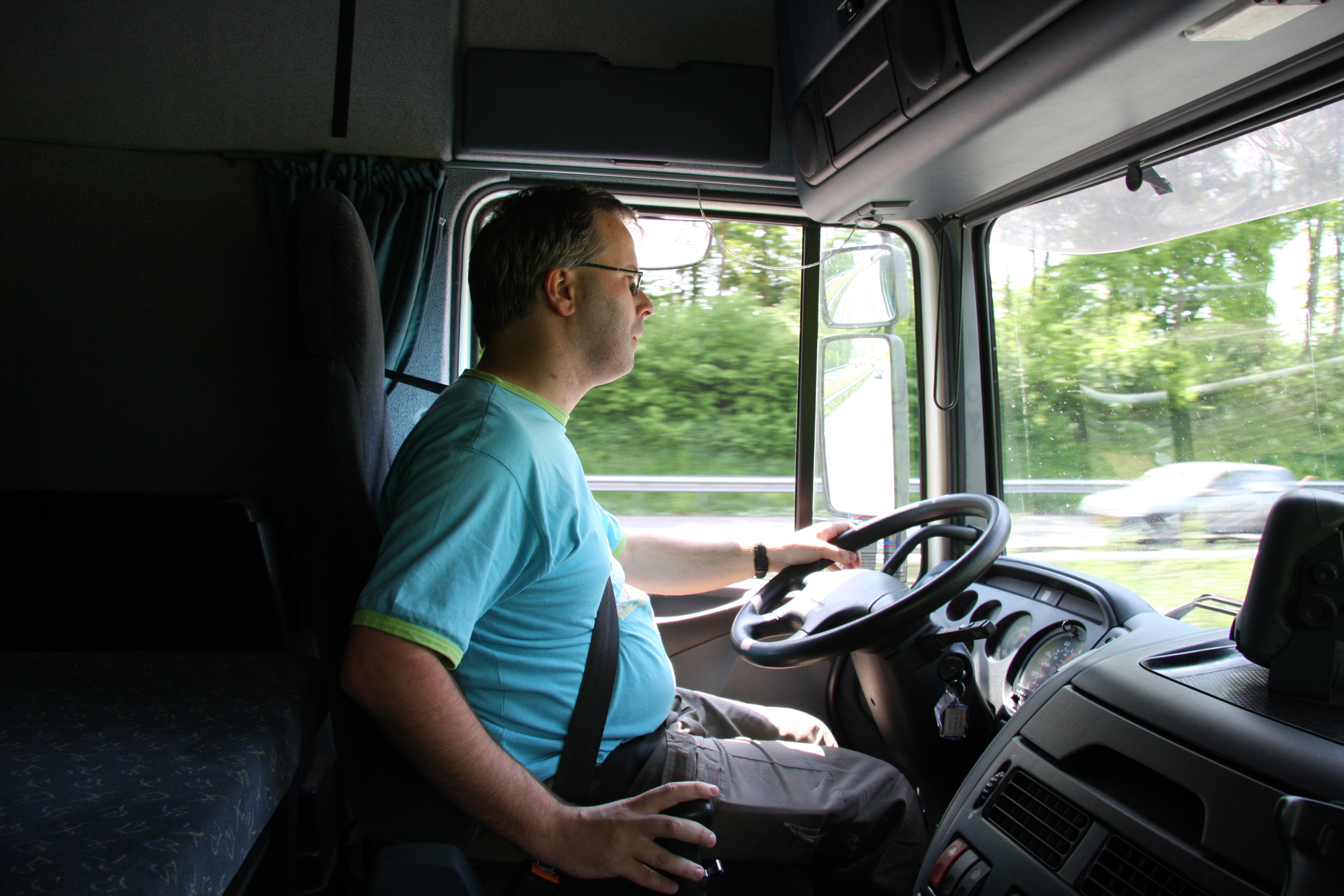
Berufskraftfahrer bei der Arbeit

Berufskraftfahrer bzw. Berufskraftfahrerin ist in Deutschland und in Österreich die Berufsbezeichnung für qualifizierte Kraftfahrer bestimmter Kraftfahrzeuge für den Güter- oder Personenkraftverkehr. In der Schweiz wird der BKF mit Strassentransportfachmann bzw. -frau betitelt.
In den Staaten der Europäischen Union besteht  ab 23. Mai 2021 zum Berufskraftfahrerqualifikationsgesetz (BKrFQG) und Berufskraftfahrerqualifikationsverordnung (BKrFQV) der Nachweis zur Befähigung als Berufskraftfahrer die harmonisierte  zusätzliche Karte als Fahrerqualifizierungsnachweis (FQN) (bisher Code 95). Diese FQN beinhaltet 3 Kenntnis-Bereiche und die gesundheitlichen Voraussetzungen, welche alle fünf Jahre wiederholt werden müssen. Des Weiteren müssen Berufskraftfahrer im Personenverkehr alle fünf Jahre eine Gesundheitsprüfung durchlaufen. Im Güterverkehr ist diese Untersuchung ab dem 50. Lebensjahr Pflicht.

## Grundvoraussetzungen
Fahrten im gewerblichen Güter- sowie Personenverkehr dürfen in den meisten Ländern Europas, darunter Mitgliedsländern der Europäischen Union oder der Schweiz, nur von Personen durchgeführt werden, die mindestens eine besondere Grundqualifikation erworben haben.
Bezugnehmend auf die EU gilt dies nicht für Fahrer in der Personenbeförderung, die eine Fahrerlaubnis der Klassen D1, D1E, D, DE oder eine gleichwertige Klasse besitzen, die vor dem 10. September 2008 erteilt worden ist, sowie für Fahrer in der Güterbeförderung, die eine Fahrerlaubnis der Klassen C1, C1E, C, CE oder eine gleichwertige Klasse (Güterkraftverkehr) besitzen, die vor dem 10. September 2009 erteilt worden ist.

## Situation in Österreich
In Österreich ist die Grundqualifikation und die Weiterbildung im Güterbeförderungsgesetz sowie in der dazu erlassenen Verordnung über die „Grundqualifikations- und Weiterbildungsverordnung – Berufskraftfahrer“ (GWB) geregelt.

## Situation in der Schweiz
Die Ausbildung zum Strassentransportfachmann/-fachfrau dauert in der Schweiz drei Jahre. Bis 2012 Lastwagenführer/führerin oder Chauffeur/Chauffeuse genannt.

## Situation in Deutschland

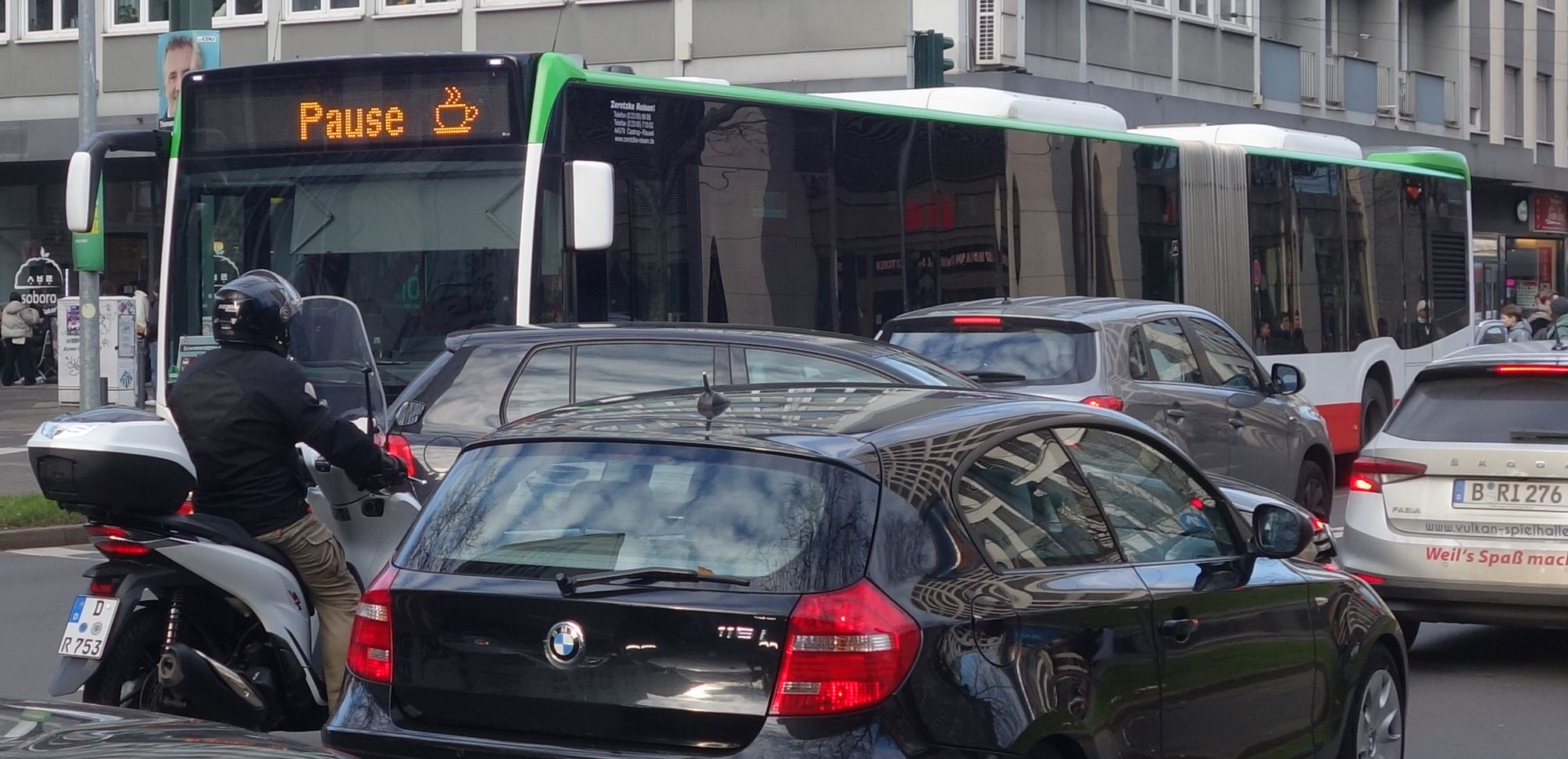
Anzeige „Pause“ mit Kaffeetasse, an einem Bus in Düsseldorf (2025)

In Deutschland ist die berufliche Qualifizierung des Kraftfahrers im Berufskraftfahrerqualifikationsgesetz geregelt.

### Grundvoraussetzungen
In Deutschland ist die Grundqualifikation und die Weiterbildung in den Ausbildungsberufen Berufskraftfahrer und Fachkraft im Fahrbetrieb im Berufskraftfahrerqualifikationsgesetz (BKrFQG) und in den Vorschriften zur Umsetzung der Berufskraftfahrer-Qualifikation (BKrFQV) geregelt.

### Kontrollen
Berufskraftfahrer und ihre Fahrzeuge (Sicherheitsmängel) werden in Deutschland durch Autobahnpolizei, Zoll und Bundesamt für Güterverkehr (BAG) kontrolliert. Neben den Kontrollen an den Fahrzeugen und der Ladungssicherung (LaSi) kommt auch noch als weiterer Schwerpunkt der Abgleich der Tachoscheibe in den manuellen Systemen und die Auslesung des Digi-Tachos hinzu, um eventuelle Lenkzeitüberschreitungen zu ahnden.

### Duale Ausbildung zum Berufskraftfahrer oder zur Berufskraftfahrerin
In Deutschland ist Berufskraftfahrer / in ein staatlich anerkannter Ausbildungsberuf (Facharbeiter) für Fahrertätigkeit in der Personen- und Güterbeförderung. Die dreijährige Ausbildung richtet sich nach der Berufskraftfahrer-Ausbildungsverordnung. Ziel der dualen Ausbildung ist die Befähigung des Berufskraftfahrers zum sicheren, verantwortungsvollen und selbstständigen Führen von Kraftfahrzeugen sowohl im Personen- als auch im Werk-, Güter-Nah- und Fernverkehr.
Zum Führen eines Omnibusses im Linienverkehr kann alternativ die Berufsausbildung Fachkraft im Fahrbetrieb (FiF) absolviert werden. Dort geht es auch um kaufmännische Tätigkeiten, nicht nur um das Führen von Bussen (und Straßenbahn-Fahrzeugen). Diese Ausbildung wird bei Verkehrsunternehmen zunehmend beliebter und mittlerweile häufiger angeboten als die Ausbildung zum Berufskraftfahrer.

#### Voraussetzung zur Ausbildung
Eine besondere schulische Voraussetzung wird nicht verlangt, doch es sollte mindestens ein Hauptschulabschluss vorliegen. Das Mindestalter ist 16 Jahre, allerdings können die Führerscheine bzw. die Fahrerlaubnisse der Klassen B + BE frühestens mit 17 Jahren, der Klassen C1, C1E, C + CE frühestens mit 18 Jahren und die Omnibus-Führerscheine frühestens mit 21 Jahren erworben werden. Die gesundheitliche Tauglichkeitsuntersuchung zur Erlangung der Fahrerlaubnis ist sowohl für die Einstellung zur Ausbildung des BKF sowie auch für die Fahrerlaubnis C und CE eine notwendige rechtliche Voraussetzung. Im letzten Jahr der Ausbildung kann bzw. darf auch der 18-jährige Auszubildende bereits schwere Nutzfahrzeuge mit 40 t zGG fahren, wenn er die Fahrerlaubnis im Wege der Einzelausnahme erlangt hat.

#### Ausbildung
Die Berufsausbildung des BKF erfolgt nach der Berufskraftfahrer-Ausbildungsverordnung (BKV) in einem „Ausbildungsrahmenplan“, in einem Speditions- oder Busbetrieb und in der Berufsschule. Die Ausbildungsdauer beträgt drei Jahre. Es sollen Tätigkeiten und Kenntnisse so vermittelt werden, dass der Auszubildende zur Ausschöpfung einer qualifizierten beruflichen Tätigkeit befähigt wird. Dazu gehören insbesondere das selbstständige Planen, Durchführen und Kontrollieren. Es muss ein Berichtsheft in Form eines Ausbildungsnachweises geführt werden. Eine Zwischenprüfung zur Ermittlung des Ausbildungsstandes soll vor Ende des zweiten Ausbildungsjahres stattfinden. Die Abschlussprüfung vor einem Prüfungsausschuss der Deutschen Industrie- und Handelskammer (IHK) erstreckt sich auf die aufgeführten Fertigkeiten und Kenntnisse sowie auf den im Berufsschulunterricht vermittelten Lehrstoff. Nach erfolgreich abgelegter Facharbeiterprüfung erhält der Auszubildende den Facharbeiterbrief. Im Jahr 2016 betrug die durchschnittliche monatliche Brutto-Ausbildungsvergütung in den alten Ländern für Auszubildende für den Beruf Berufskraftfahrer/in 826 €. Im ersten Ausbildungsjahr wurden 767 €, im zweiten Ausbildungsjahr 827 € und im dritten Ausbildungsjahr 884 € pro Monat gezahlt. In den neuen Ländern betrug diese Vergütung entsprechend 712 €, 763 € bzw. 822 €.
Zwischen 2013 und 2023 ging die Zahl der neu abgeschlossenen Ausbildungsverträge von 3200 auf 2800 zurück, während der Frauenanteil dabei von 3 auf 11 Prozent anstieg.

#### Ausbildungsberufsbild § 3 BKV
Gegenstand der Berufsausbildung sind mindestens die Vermittlung der folgenden Tätigkeiten und Kenntnisse:
1. Berufsbildung, Arbeits- und Tarifrecht
2. Aufbau und Organisation des Ausbildungsbetriebes
3. Sicherheit und Gesundheitsschutz bei der Arbeit
4. Umweltschutz
5. Kontrollieren, Warten und Pflegen der Fahrzeuge
6. Vorbereiten und Durchführen der Beförderung
7. Verkehrssicherheit, Führen von Fahrzeugen auf öffentlichen Straßen
8. Rechtsvorschriften im Straßenverkehr
9. Kundenorientiertes Verhalten
10. Verhalten nach Unfällen und Zwischenfällen
11. Betriebliche Planung und Logistik
12. Beförderungsbezogene Kostenrechnung und Vertragsabwicklung
13. Qualitätssichernde Maßnahmen.

### Weiterbildungs- und Umschulungsmöglichkeiten
Gefahrgutfahrer (GGVSEB / ADR), Kraftverkehrsmeister, als Geprüfter Industriemeister Fachrichtung Kraftverkehr, Verkehrsfachwirt, Fachkraft für Lagerhaltung, Speditionskaufmann z. B. Disponent, Selbstständigkeit nach einer erfolgreichen Sach- und Fachkundeprüfung vor der IHK.

### Geschichte der Berufskraftfahrerausbildung
Die Ausbildung zum Berufskraftfahrer ist in der Bundesrepublik Deutschland seit 1973 staatlich anerkannt. Seitdem ist auch die Berufsbezeichnung „Berufskraftfahrer“ gesetzlich geschützt. Bis dahin war der Kraftfahrer nur ein „Hilfsarbeiter mit Führerschein“. Der hohen volkswirtschaftlichen Bedeutung des gewerblichen Güterkraftverkehrs auf der Straße und der enormen Zunahme des Straßenverkehrs sollte durch eine bessere berufliche Qualifizierung der Fahrer Rechnung getragen werden. Auch die zunehmende Technisierung und der organisatorische Wandel der Logistikbranche erfordern eine umfassende Qualifizierung der Fahrer.
Zunächst wurden ab 1974 von den Industrie- und Handelskammern den langjährig tätigen Kraftfahrern ein Berufskraftfahrer-Facharbeiterbrief ausgestellt, wenn sie einen einschlägigen achtmonatigen Kursus erfolgreich abgeschlossen hatten. Erforderlich war aber neben der theoretischen auch eine berufspraktische Qualifizierung, so dass eine zunächst zweijährige duale Ausbildung eingerichtet wurde. Neben der Ausbildung in einem Betrieb wird der Auszubildende dabei in der Berufsschule unterwiesen. In den betrieblichen Ausbildungsstätten, wie den Speditionen, sollen die zukünftigen Facharbeiter alle Abteilungen durchlaufen: Lager, Disposition, Werkstatt, Buchhaltung und Nah- und Fernverkehr. Der Erwerb der Fahrerlaubnis erfolgt davon unabhängig durch private Fahrschulen.
Die Ausbildungsrichtlinien wurden im Laufe der Zeit immer wieder den geänderten und gestiegenen beruflichen Anforderungen angepasst. 2001 wurde die zweijährige Ausbildung auf drei Jahre verlängert. Dadurch erlangte der Berufskraftfahrer den Status eines echten Facharbeiters.
Die viele Jahre andauernde geringe berufliche Qualifikation des Kraftfahrers hat zu einem schlechten Image dieser Berufsgruppe geführt. Das öffentliche Ansehen der Kraftfahrer leidet auch dadurch, dass der Lkw-Verkehr oft nur als Störfaktor wahrgenommen wird, der den Straßenverkehr behindert und die Umwelt belastet. Auch die Medienberichterstattung hebt diese negativen Aspekte vielfach einseitig hervor. Derartige Umstände begünstigen das Selbstverständnis vieler Kraftfahrer als Alleinkämpfer oder ihre Flucht in die Traumwelt der Truckerromantik.
Durch die automatischen Arbeitsabläufe im Berufsalltag mit der modernen elektronischen Technik und der digitalen Telekommunikation wird der BKF als sehr gut ausgebildeter Facharbeiter benötigt.

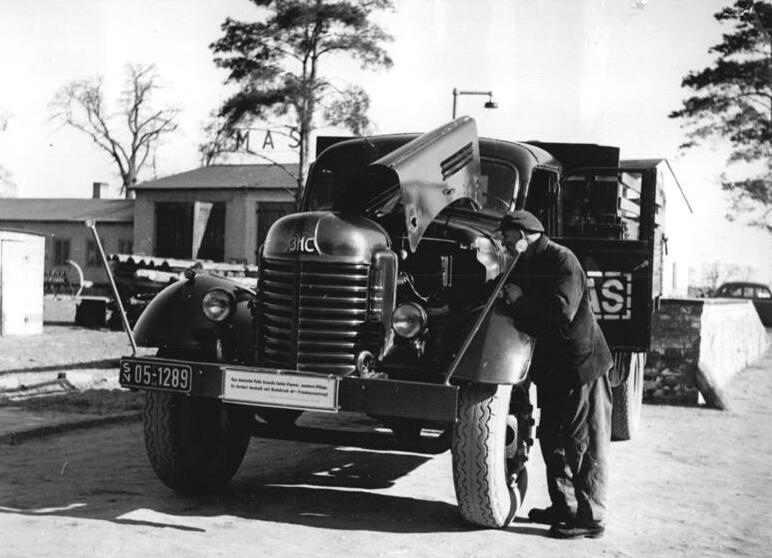
Berufskraftfahrer bei der Wartung 1952

### Geschichte des Facharbeiterberufes Kraftfahrer
- 1926 – wurde der Kraftfahrerberuf nur als Anlernberuf vom Gremium Deutscher Ausschuss für Technisches Schulwesen (DATSCH) vorgeschlagen.[15]
- 1955 – eine Anerkennung des Facharbeiters für Kraftfahrer wurde von der Arbeitsstelle für Betriebliche Berufsausbildung (ABB) abgelehnt.[15]
- 5. April 1968 – unter den Sozialpartnern Bundesverband des Deutschen Güterverkehrs (BDF) und der Gewerkschaft Öffentliche Dienste, Transport und Verkehr (ÖTV) wurde der Wille bekundet, den Berufskraftfahrer als Facharbeiter zu installieren.[16]
- Am 26. Oktober 1973 wurde erstmals eine Berufsausbildung zum Berufskraftfahrer in Kraft gesetzt und zu einer Anerkennung des Kraftfahrerberufs ausgestaltet, die als Gesetz zur Erstausbildung von bis zu zwei Jahren niedergeschrieben worden ist (BGBl. I S. 1518).[15]
- 1. Januar 1974 – Der Beginn der BKF-Ausbildung und wurde auch im Bundesmanteltarifvertrag – Fernverkehr (BMT-Fern.) festgeschrieben.[17]
- 1980–1983 – wurden Gespräche unter den Sozialpartnern (BDF + ötv) geführt über eine Neuordnung des Ausbildungsberufs Berufskraftfahrer. Es wurde Einigkeit in Eckwerten erzielt: a) Ausbildung drei Jahre, b) Grund- und Fachausbildung, c) Qualifikation nachweisen, d) Beseitigung altersmäßiger Beschränkung, e) überbetriebliche Ausbildung. Durch die „doppelte Zeit“ der Berufsausübung i. Z. m. der externen Prüfung und durch die neue dreijährige Ausbildungszeit musste zur Anerkennung des Berufsstatus bei dem Rententräger von vier auf sechs Jahre verlängert werden. Der Deutsche Industrie- und Handelstag (DIHT) lehnte diese Regelung strikt ab; die Gespräche wurden eingestellt.[18]
- 4. Februar 1983 – von der Kultusministerkonferenz (KMK) wurde ein Rahmenplan für die Berufsschule zwecks einer neuen Ausbildungsordnung und Verfahrensvorschriften beschlossen. Dieser Beschluss konnte durch die inhaltliche Abstimmung aufgrund Unstimmigkeiten mit dem Deutschen Industrie- und Handelstag (DIHT) nicht durchgeführt werden.[19]
- 21. Juli 1987 – das Bundessozialgericht (4a RJ 39/86) stufte den Berufskraftfahrer nur als angelernten Facharbeiter ein, was zur Folge hatte, dass ein Berufskraftfahrer, der seinen Beruf gesundheitsbedingt nicht mehr ausüben konnte, vorrangig auf eine Tätigkeit auf dem allgemeinen Arbeitsmarkt verwiesen werden durfte, ehe ihm eine Rente wegen Berufsunfähigkeit gewähren werden musste. Das bedeutete faktisch den Wegfall der Möglichkeit, eine Berufsunfähigkeitsrente zu erhalten und dauerte anschließend noch 14 Jahre, bis der richtige Facharbeiter-Status als BKF umgesetzt wurde.
- 6. Februar 1990 – die ÖTV kündigte eine Initiative zur Neuordnung des Berufskraftfahrers als Facharbeiter mit der Verlängerung der Ausbildung auf drei Jahre an.[20]
- Im April 1990 wurde der Katalog der Fertigkeiten und Kenntnisse für den Berufskraftfahrer einer Sachverständigenkommission vorgelegt, es blieben jedoch noch viele Fragen offen bzw. wurden zurückgestellt.
- Im Januar 1991 legte der Bundesverband des Deutschen Güterverkehrs (BDF) einen Vorschlag zur dreijährigen Ausbildung zum BKF-Facharbeiter vor.[21]
- 30. November 1992 – eine Sachverständigenkommission mit Vertretern der Bundesministerien für Verkehr, für Arbeit und Soziales, für Bildung und Wissenschaft sowie für Wirtschaft, und des Bundesverbands des Deutschen Güterverkehrs (BDF), des Bundesverbands der Deutschen Entsorgungswirtschaft (BDE), des Bundesverbands Deutscher Omnibusunternehmer (BDO), des Deutschen Industrie- und Handelstags (DIHT), der Gewerkschaft Öffentliche Dienste, Transport und Verkehr (ÖTV) und der Industrie-Gewerkschaft Chemie-Papier-Keramik (IG Chemie) legte ein Papier zur Neuordnung des Berufskraftfahrer-Facharbeiters vor
- Am 5. Juli 1993 legte die ÖTV einen eigenen Vorschlag für die Berufskraftfahrerausbildung vor.[22]
- Am 13. Juli 1993 legte der Bundesverband der Deutschen Entsorgungswirtschaft (BDE) einen überarbeiteten Entwurf für die Fachrichtung Entsorgungs-Verkehr auf Verlangen der ÖTV vor. Eine zunächst verabredete Erörterung zwischen BDE und ÖTV wurde nicht durchgeführt, weil die ÖTV keine regionalen Ausbildungsstätten, keine Fachrichtung Entsorgungs-Verkehr, keine Fachrichtung Personenverkehr im Ausbildungsrahmenplan festschreiben wollte. Auch das Problem mit der Ausbildungsfinanzierung sowie dem Ausbildungs-Tarifvertrag konnte nicht im Konsens mit dem Bundesverband des Deutschen Güterverkehrs (BDF) gelöst werden. Aufgrund der Uneinigkeit von den Beteiligten der vier Ministerien, fünf Arbeitgeberverbände und zwei Gewerkschaften, musste trotz guten Willen die Konsensfindung jetzt beendet werden. Das Bundesinstitut für Berufsbildung (BIBB) hat in Zusammenarbeit mit dem Institut für Arbeitsmarkt- und Berufsforschung (IAB) die Erweiterung der Ausbildung auf drei Jahre für den Berufskraftfahrer bis dahin vorbereitet und organisiert[23][24].
- 1993 haben das BIBB und IAB festgestellt, dass in Westdeutschland 5,6 Millionen Kraftfahrer beruflich tätig sind, unter denen 1,2 Millionen Kraftfahrer diese Tätigkeit mit den Lkw, Bus, Lieferwagen usw. als Hauptarbeitsmittel ausüben und davon derzeit ca. 600.000 einfach nur Kraftfahrer sind. Nach vorläufiger Hochrechnung sind davon (1993) ca. 120.000 BKF im Güter- und Personenverkehr in der Bundesstatistik als Berufsordnungs-Nr. - BO 714- als angelernte Facharbeiter anerkannt. Damit können die angelernten Facharbeiter als BKF bisher auf den allgemeinen Arbeitsmarkt verwiesen werden. Weiterhin wurde diskutiert und festgestellt: Der Berufskraftfahrer hat bei seiner Arbeit wenig Spielräume, denn die Tätigkeit ist reglementiert sowie durch Wiederholungen gekennzeichnet, und das niedrige Image lässt den Fahrer nur Fahrer sein, als „Jedermannqualifikation“[25][26].

Zusammenfassend wurde festgestellt: Die Qualitätsanforderungen an den Berufskraftfahrer seien unbedeutend, weil durch die Führerscheinprüfung und die anschließende Arbeitsausführung des Kraftfahrers alles erfüllt ist. Es bedarf daher für diese Kraftfahrer-Tätigkeit keinen Berufskraftfahrer-Facharbeiter. Es werden keine weiteren Anforderungen gestellt, um diese zusammenfassende „Allerweltstätigkeit“ bewerkstelligen zu können. Der Kraftfahrer braucht keine Berufsausbildung, denn er betreibt nur eine untergeordnete Tätigkeit, wird und kann den Beruf nicht lange ausüben. Er hat auch ein schlechtes, „negatives Image“ und deswegen sind insgesamt die wesentlichen Merkmale einer Facharbeitertätigkeit nicht erfüllt. Das ergibt sich auch aus den Lehrstellenabbrüchen, die mit 48 Prozent aller BKF-Lehrverträge ab 1974 beendet wurden.
Die Arbeitgeber im Speditionsbereich haben die Auszubildenden im ersten Jahr als Lagerarbeiter und als Rangierer im Speditionsbetrieb arbeiten lassen, und sobald der Führerschein der Klasse drei (mit 17 Jahren) vorhanden war, wurden sie im Güternahverkehr eingesetzt. Innerhalb des letzten Lehrjahres (18 Jahre und Fahrerlaubnis der Klasse II) wurden die Auszubildenden widerrechtlich (allein) in einem 40-Tonnen-Lkw rund um die Uhr im Güterfernverkehr auf Tour geschickt.
- Anfang 1996 – hat sich der zuständige Ausschuss des Deutschen Bundestages parteiübergreifend geeinigt (zwei Enthaltungen), das 12-Punkte-Programm fürs Transportwesen zu beschließen (BT 13/3650). Der Punkt 1.: die Anforderungen an den Zugang zum Beruf des Güterkraftverkehrsunternehmers und an die Ausbildung der Fahrer müssen verbessert werden.
- Januar 2000 – in Anbetracht der jahrelangen Verhandlungen sowie der Harmonisierung bezüglich der einheitlichen Qualifizierung des BKF in der EU, haben die deutschen Tarifpartner, Berufsverbände und Politiker eine Einigung erzielt, indem sie sich endlich für eine Zukunft des Kraftfahrers als Facharbeiter mit einer dreijährigen Berufsausbildung geeinigt hatten.
- 19. April 2001 – wurde die „Verordnung über die Berufsausbildung zum Berufskraftfahrer/zur Berufskraftfahrerin als Berufskraftfahrer-Ausbildungsverordnung – BKV“ (BGBl. I S. 642) erlassen.
- 1. August 2001 – Inkrafttreten der Berufskraftfahrer-Ausbildungsverordnung
- 1. August 2005 – Die europäische „Richtlinie 2003/59/EG“ vom 15. Juli 2003 gibt den Mitgliedstaaten der Europäischen Union seitdem Regeln für die Grundqualifikation und Weiterbildung der Fahrer bestimmter Kraftfahrzeuge für den Güter- oder Personenkraftverkehr vor. Danach sollen nur noch solche Personen eine Fahrertätigkeit im gewerblichen Güter- oder Personenverkehr ausüben dürfen, die über eine entsprechende Grundqualifikation und Weiterbildung verfügen. Alle fünf Jahre soll ein Wiederholungs- und Auffrischungslehrgang absolviert werden; dies soll für alle aktiven Kraftfahrer gelten.
- 1. Oktober 2006 – Inkrafttreten des deutschen Berufskraftfahrerqualifikationsgesetzes (BKrFQG), durch das die europarechtlichen Vorgaben in nationales Recht umgesetzt wurden, u. a. die Modalitäten zum Erwerb der erforderlichen Grundqualifikation in Zuständigkeit der Industrie- und Handelskammern. Es wurden weitere private Ausbildungsträger wie z. B. TÜV und Dekra für die BKF-Ausbildung zugelassen, da aber die Mittel u. a. für Umschulungen erheblich reduziert wurden, werden dort erheblich weniger Berufskraftfahrer umgeschult bzw. ausgebildet.
- 2007 hatten 55,1 Prozent der sozialversicherungspflichtig beschäftigten Kraftfahrzeugführer eine abgeschlossene Berufskraftfahrer-Ausbildung, die jedoch überwiegend nur eine Kurz-Ausbildung zum Berufskraftfahrer war.[28]

## Gefahrguttransporte
Fahrer von Gefahrguttransporten benötigen eine ADR-Bescheinigung, die in allen europäischen Staaten gültig ist. Der Gefahrgutführerschein wird für bestimmte Gefahrgutklassen erteilt. Es gibt neun verschiedene solcher Gefahrgutklassen. Um den „ADR-Schein“ (5 Jahre Gültigkeit) zu bekommen, muss eine mehrtägige Schulung besucht werden und eine Prüfung vor der IHK abgelegt werden. Für die Klassen 1 und 7 gelten besondere Voraussetzungen.

## Fahrermangel
2022 gab der Bundesverband Deutscher Busunternehmen an, dass in Deutschland 5.000 Busfahrer fehlen. Demnach gaben fast 70 % der Busunternehmen an, dass Busfahrer fehlen. Im Winter 2022/2023 führte ein erhöhter Krankenstand zusammen mit diesem bereits länger vorhandenen latenten Fahrmangel dazu, dass diverse deutsche Verkehrsunternehmen ihr Fahrplanangebot anpassen und reduzieren mussten.
Laut einer Studie des deutschen Bundesverbands Güterkraftverkehr, Logistik und Entsorgung (BGL) aus dem Jahr 2021 fehlen in Deutschland etwa 45.000 bis 60.000 Lkw-Fahrer. Auch für die kommenden Jahre wird von einem weiter wachsenden Problem ausgegangen, die Internationale Straßentransportunion (IRU) geht in einer Studie von einer Lücke von 185.000 Fahrern alleine in Deutschland im Jahr 2027 aus. Dies entspricht einem Anteil von etwa 7 Prozent an allen benötigten Fahrern. Auch in anderen Ländern Europas, wie beispielsweise Österreich, der Schweiz oder Frankreich, ist der Fahrermangel ein großes Problem. In der Logistikbranche in Großbritannien fehlen nach dem Brexit 100.000 Lkw-Fahrer.